# Méthode grammaire et traduction
La méthode grammaire et traduction est une méthode d'enseignement des langues étrangères dérivée de la méthode classique (parfois dite traditionnelle) pour enseigner le grec et le latin. Avec cette méthode, les étudiants apprennent les règles grammaticales puis les appliquent en traduisant des phrases entre la langue cible et leur langue maternelle. À un niveau plus avancé, ils peuvent avoir à traduire des textes entiers mot à mot. Cette méthode a deux buts principaux : permettre aux étudiants de lire et traduire la littérature écrite dans la langue cible, et contribuer au développement intellectuel général des étudiants.

## Histoire et philosophie
La méthode grammaire et traduction provient de la façon dont le latin était enseigné. Au début du XVIe siècle, le latin était la langue étrangère la plus étudiée à cause de sa prédominance dans les gouvernements, l’éducation et le commerce. Cependant, au cours du siècle, l’usage du latin déclina et fut remplacé petit à petit par l’anglais, le français et l’italien. Après le déclin du latin, l’utilité de son apprentissage à l’école changea. Alors qu'il avait été appris à des fins de communication, il finit par être enseigné en tant que matière purement académique.
Dans l’Europe du XVIIIe et du XIXe siècle, le système éducatif s’est au départ formé autour d’un concept appelé la psychologie des facultés. Cette théorie avait pour précepte que le corps et l’esprit étaient séparés et que l’esprit était composé de trois parties : la volonté, l’émotion et l’intellect. On pensait que l’intellect pouvait être aiguisé au point de contrôler la volonté et les émotions. Le moyen amenant à ce résultat était d’apprendre la littérature classique grecque et romaine mais aussi les mathématiques. [réf. nécessaire] De plus, un adulte ayant reçu une telle éducation était considéré comme prêt à affronter le monde et ses défis.
Au départ, l’enseignement des langues vivantes n’était pas considéré comme utile pour le développement de la discipline intellectuelle ; par conséquent, elles étaient mises de côté dans les programmes scolaires.[réf. nécessaire] Lorsque les langues vivantes ont commencé à apparaitre dans les programmes scolaires au XIXe siècle, les enseignants les ont enseignées avec la même méthode de grammaire et traduction avec laquelle ils enseignaient le latin et le grec classiques. Il en résulta que les manuels scolaires dédiés à ces langues furent essentiellement imités pour les cours de langues modernes. Aux États-Unis, la plupart des cours de lycée et d'université reposaient sur cette méthode.

## Principes et objectifs
Les cours basés sur la méthode grammaire et traduction ont deux objectifs. Le premier est de développer l’aptitude des étudiants à lire jusqu'à ce qu’ils puissent lire la littérature de la langue cible. L’autre est de développer la discipline intellectuelle générale des étudiants.
Les utilisateurs de langue étrangère voulaient simplement retenir ce qui les intéressait dans la littérature étrangère. Par conséquent, cette méthode s’est concentrée sur la lecture et l’écriture et a développé des techniques facilitant plus ou moins leur seul apprentissage, au détriment de la compréhension orale et de l’expression orale.

## Méthode
Les cours donnés selon la méthode grammaire et traduction se font généralement dans la langue maternelle des étudiants. Les règles grammaticales sont apprises par déduction ; les étudiants apprennent les règles par cœur et s’entrainent ensuite en faisant des exercices de grammaire et en traduisant des phrases depuis et vers la langue cible. L’attention se porte davantage sur la forme que sur le fond de la phrase à traduire. Une fois que les étudiants ont atteint des niveaux plus élevés, ils peuvent être amenés à traduire des textes entiers depuis la langue cible. Les examens portent souvent sur la traduction de textes classiques.
Il n’y a habituellement pas de pratique de l’expression orale et de la compréhension orale, et l’on ne s’attarde que très peu sur la prononciation ou sur quelque  aspect communicationnel du langage que ce soit.

## Matériel
Le matériel scolaire de base pour la méthode de grammaire et traduction est le manuel scolaire. Les manuels scolaires ont essayé au XIXe siècle de codifier la grammaire de la langue cible en règles distinctes pour que les étudiants les apprennent et les mémorisent. Un chapitre de manuel classique de grammaire et traduction commence par une liste bilingue de vocabulaire, suivie de règles de grammaire que les étudiants apprennent, puis des phrases qu’ils doivent traduire. Voici quelques phrases typique d’un manuel du XIXe siècle :

« Le philosophe a tiré sur la mâchoire inférieure de la poule. »

« Mes fils ont acheté les miroirs du Duc. »

« Le chat de ma tante est plus dangereux que le chien de ton oncle. »

## Réception
Cette méthode a, par définition, une portée très limitée. Étant donné que l’expression orale ou toute production créative n’est pas au programme, la plupart du temps, les étudiants ne parvenaient pas à parler ou même à écrire des lettres dans la langue cible. Une intéressante citation décrivant l’effet de cette méthode nous vient de Bahlsen, étudiant de Plötz, un des principaux partisans de cette méthode au XIXe siècle. Dans ses commentaires sur l’écriture de lettres ou l’expression orale, il dit qu’il en viendrait à bout avec « une véritable forêt de paragraphes et un fourré impénétrable de règles grammaticales. »
Selon Richards et Rodgers, la méthode grammaire et traduction a été rejetée en tant que méthode légitime d’apprentissage des langues par les spécialistes modernes :

« [B]ien qu’il soit peut-être juste d’affirmer que la méthode de grammaire et traduction est toujours largement enseignée, elle n’a pas de partisans. C’est une méthode dont il n'existe aucune théorie. Il n’y a pas de littérature qui la motive ou la justifie, ou tente de la rattacher aux problématiques de la linguistique, de la psychologie ou ldes sciences de l’éducation. »

## Influence
La méthode grammaire et traduction fut la méthode standard d’apprentissage des langues dans les écoles entre le XVIIe et le XIXe siècle. Malgré les tentatives de réforme de Roger Ascham, Montaigne, Comenius et John Locke, aucune autre n’a gagné en popularité à cette époque.
Plus tard, des théoriciens tels que Vietor, Paul Passy, Maximilian Berlitz et Otto Jespersen ont commencé à discuter ce dont aurait besoin une nouvelle méthode d’enseignement des langues, en apportant un éclairage sur ce qui faisait défaut à la méthode de grammaire et traduction. Ils encouragèrent l’enseignement de la langue elle-même, plutôt que de sa théorie, en enseignant dans la langue cible et en se concentrant sur l’oral autant que sur l’écrit. À travers la grammaire et la traduction, il manquait aux étudiants un rôle actif dans la classe ; ils corrigaient souvent leur propre travail en suivant le manuel scolaire à la lettre.
Malgré ses inconvénients, la méthode grammaire et traduction est encore utilisée de nos jours dans des formes hybrides dans plusieurs pays, notamment dans beaucoup de régions du Pakistan et d’Inde.